# Callogobius hasseltii
Callogobius hasseltii är en fiskart som först beskrevs av Bleeker, 1851.  Callogobius hasseltii ingår i släktet Callogobius och familjen smörbultsfiskar. Inga underarter finns listade.